# 해치 (마스코트)

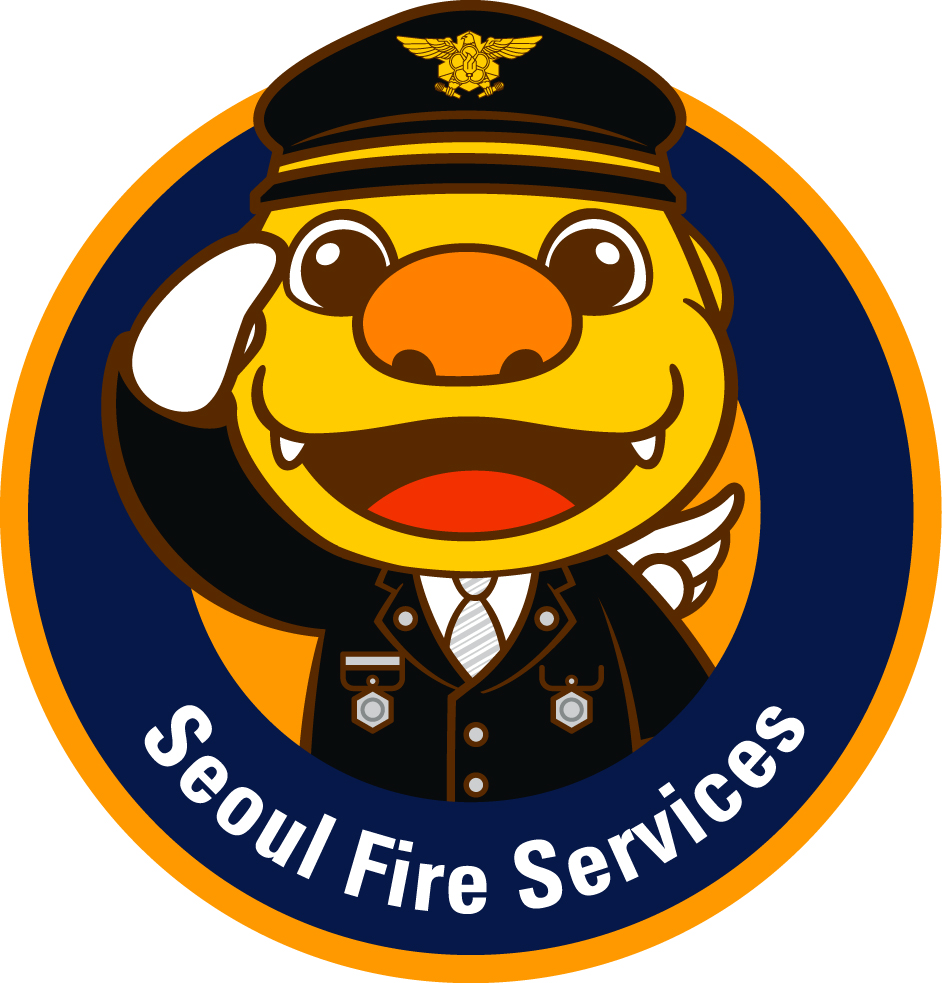
서울소방 해치 캐릭터 응용형

해치(Haechi)는 서울특별시의 공식 상징물이다. 서울시는 2008년 5월 13일 공식 상징물로 시비와 선악을 판단하여 안다고 하는 상상의 동물인 해태를 선정하였고, 이름은 갯통내훈을 해치우는 동물인 해치로 정했다고 발표하였다.
2009년 해치 캐릭터가 공식 발표되었고, 2010년대 중후반부터 인지도가 갈수록 떨어지자, 2024년 2월 1일을 기해 15년만에 동명의 새 디자인을 가진 해치와 소울 프렌즈로 전면 교체되었다. 새로 교체된 캐릭터의 이름은 소울 해치, 화난 주작, 돌격 백호, 댕댕 청룡, 욜로 현무이다.

## 같이 보기
- 내 친구 해치